# Адам Томсон (борець)
Адам Скін Томсон (англ. Adam Skene Thomson; нар. 7 грудня 2000, Калгарі, Альберта) — канадський борець вільного стилю, бронзовий призер Панамериканських ігор.

## Життєпис
Виступає за борцівський клуб «Western-London».
Навчається в Пенсільванському університеті.

## Спортивні результати на міжнародних змаганнях

### Виступи на Чемпіонатах світу
| Змагання                        | Збірна | Вагова категорія          | Місце |
| ------------------------------- | ------ | ------------------------- | ----- |
| Чемпіонат світу з боротьби 2022 | Канада | вільна боротьба, до 79 кг | 32    |
| Чемпіонат світу з боротьби 2023 | Канада | вільна боротьба, до 74 кг | 22    |
| Чемпіонат світу з боротьби 2024 | Канада | вільна боротьба, до 79 кг | 29    |

### Виступи на Панамериканських чемпіонатах
| Змагання                                   | Збірна | Вагова категорія          | Місце |
| ------------------------------------------ | ------ | ------------------------- | ----- |
| Панамериканський чемпіонат з боротьби 2023 | Канада | вільна боротьба, до 74 кг | 5     |
| Панамериканський чемпіонат з боротьби 2024 | Канада | вільна боротьба, до 74 кг | 5     |

### Виступи на Панамериканських іграх
| Змагання                  | Збірна | Вагова категорія          | Місце  |
| ------------------------- | ------ | ------------------------- | ------ |
| Панамериканські ігри 2023 | Канада | вільна боротьба, до 74 кг | Бронза |

### Виступи на інших змаганнях
| Змагання                                    | Збірна | Вагова категорія          | Місце  |
| ------------------------------------------- | ------ | ------------------------- | ------ |
| Кубок Канади з боротьби 2019                | Канада | вільна боротьба, до 74 кг | Бронза |
| Кубок Канади з боротьби 2022                | Канада | вільна боротьба, до 74 кг | Бронза |
| Турнір К. У. Кожомкула і Р. Санатбаєва 2023 | Канада | вільна боротьба, до 74 кг | 19     |
| Меморіал Імре Поляка та Яноша Варги 2023    | Канада | вільна боротьба, до 74 кг | 14     |
| Меморіал Вацлава Циолковського 2023         | Канада | вільна боротьба, до 74 кг | 11     |
| Меморіал Імре Поляка та Яноша Варги 2024    | Канада | вільна боротьба, до 74 кг | 8      |
| Гран-прі Іспанії з боротьби 2024            | Канада | вільна боротьба, до 74 кг | Бронза |
| Міжнародний меморіал Білла Фаррелла 2024    | Канада | вільна боротьба, до 74 кг | Срібло |
| Korea Open Tournament 2024                  | Канада | вільна боротьба, до 74 кг | 5      |
| Гран-прі Франції Анрі Деглана 2025          | Канада | вільна боротьба, до 74 кг | Бронза |

### Виступи на змаганнях молодших вікових груп
| Змагання                                     | Збірна | Вагова категорія          | Місце |
| -------------------------------------------- | ------ | ------------------------- | ----- |
| Чемпіонат світу з боротьби серед молоді 2022 | Канада | вільна боротьба, до 79 кг | 8     |